# Chris Evans (skuespiller)
 Der er for få eller ingen kildehenvisninger i denne artikel, hvilket er et problem. Du kan hjælpe ved at angive troværdige kilder til de påstande, som fremføres i artiklen.

 For alternative betydninger, se Chris Evans. (Se også artikler, som begynder med Chris Evans)
Christopher Robert Evans (født 13. juni 1981) er en amerikansk skuespiller. Han er bedst kendt for sine roller som Johnny Storm / Flammen i filmene om de Fantastic Four, for sin rolle i filmen Final Call, Not Another Teen Movie og Captain America.

## Biografi

### Opvækst
Evans er født den 13. juni 1981 i Framingham, Massachusetts som søn af Lisa, en danser og Bob Evans, en tandlæge . Evans er af engelsk, tysk, skotsk, italiensk og irsk afstamning og er katolik . Han har en yngre søster Shana, en yngre bror Scott, og en ældre søster Carly, som egentlig var hans inspiration til at spille skuespil, da hun selv er skuespiller. Evans og hans familie flyttede til Sudbury, MA, da Evans var 11 år. Han dimitterede fra "Lincoln-Sudbury Regional High School" i 1999 og havde egentlig planlagt at gå på NYU efter sin dimission fra high school, men så begyndte hans skuespilsdrømme.

### Karriere
Efter at have droppet ud af high school efter 2 år, flyttede Evans til New York, startede på "Lee Strasberg Theater Institute", blev medlem af et casting-bureau og fik nogle gode venner, hvoraf en senere blev Evans' personlige agent. Han havde små roller i forskellige tv-serier som Boston Public, The Fugitive og Opposite Sex, inden han fik sin første seriøse filmdebut som Jake Wyler i Not Another Teen Movie.
Efter Not Another Teen Movie var færdig, blev Evans tilbudt flere hovedroller i film som The Perfect Score og Cellular. Han var også med i nogle få selvstændige film. I London, spillede Evans en stofmisbruger med kærlighedsproblemer. 
År 2005 blev året hvor Evans rigtig fik gang i sin karriere. Han fik rollen som Johnny Storm/Flammen i filmen, der er baseret på tegneserierne om de Fantastic Four, nemlig filmen Fantastic Four. Evans har også arbejdet sammen med nogle berømte skuespillere i Hollywood, blandt andet Kim Basinger, Diane Lane, Scarlett Johansson, William H. Macy og Donald Sutherland. Han fik titlen som 'Male Superstar of Tomorrow' ved "Young Hollywood Awards" i 2005. Evans genoptog rollen som Johnny Storm/Flammen i efterfølgeren Fantastic Four: Rise of the Silver Surfer og som ingeniøren Mace i Danny Boyles sci-fi film Sunshine.
I 2008, spillede Evans Diskant i Street Kings sammen med Keanu Reeves, og han medvirkede som Jimmy i The Loss of a Teardrop Diamond sammen med Bryce Dallas Howard, Ellen Burstyn og David Strathairn. Sidstnævnte film er baseret på et skuespil af Tennessee Williams. Evans var også med i arbejdet på den superovernaturlige thriller, Push, sammen med Dakota Fanning og Camilla Belle. 
Evans gik i 2005 til audition til filmen Elizabethtown, overfor Kirsten Dunst, men han mistede rollen til fordel for Orlando Bloom. Evans bliver ofte forvekslet med den britiske DJ Chris Evans. 
Evans er blevet beskrevet som pænt succesfuld i Hollywood, med flere store roller end andre jævnalderende kolleger. Med flere film-hit bag sig, håber Evans engang på at vinde en Oscar.

### Privat
Evans var fra 2001-2006 kæreste med skuespilleren Jessica Biel. I juni 2006, besluttede parret at gå hvert til sit. Evans er blevet beskrevet som romantisk, da han engang overraskede Jessica på hendes fødselsdag med roser og tændte stearinlys på hendes værelse. Evans var på et tidspunkt forbundet til Gisele Bündchen, brasiliansk model. Sent i 2007, var der også en del romantik omkring Evans, der blev kædet sammen med skuespillerinderne Emmy Rossum og Scarlett Johansson. Han er på et tidspunkt blevet sat sammen med den britiske skuespillerinde fra Pirates of the Caribbean-filmene Naomie Harris. I øjeblikket er han sammen med den cubanske model Vida Guerra.[kilde mangler]

## Filmografi
- The Newcomers (2000)
- Opposite Sex (2000)
- The Fugitive (2000)
- Boston Public (2001)
- Not Another Teen Movie (2001)
- Eastwick (2002)
- The Paper Boy (2003)
- Skin (2003)
- The Perfect Score (2004)
- Cellular  (2004)
- Final Call (2004)
- The Orphan King (2005)
- Fierce People (2005)
- Fantastic Four (2005)
- London  (2005)
- TMNT Michelangelo (2007)
- Sunshine (2007)
- Fantastic Four: Rise of the Silver Surfer (2007)
- The Nanny Diaries  (2007)
- Terra (2007)
- Street Kings (2008)
- Push (2009)
- The Loss of a Teardrop Diamond (2009)
- The Losers (2010)
- Scott Pilgrim mod verden (2010)
- What's Your Number? (2011)
- Captain America: The First Avenger (2011)
- The Avengers (2012)
- The Iceman (2012)
- Snowpiercer (2013)
- Captain America: The Winter Soldier (2014)
- A Many Splintered Thing (2014)
- Avengers: Age of Ultron (2015)
- Ant-Man (2015)
- Captain America: Civil War (2016)
- Spider-Man: Homecoming  (2017)
- Avengers: Infinity War (2018)
- Knives Out - Var det mord? (2019)

### Nomineringer
MTV Movie Awards
- 2006: Nomineret: "Best On-Screen Team" for: Fantastic Four  – Delt med Jessica Alba, Ioan Gruffudd og Michael Chiklis

Teen Choice Awards
- 2007: Nomineret: "Choice Movie Actor: Action Adventure" for: F4: Rise of the Silver Surfer
- Nomineret: "Choice Movie: Rumble" for: F4: Rise of the Silver Surfer  – Delt med Julian McMahon